# Relações entre Arábia Saudita e Indonésia

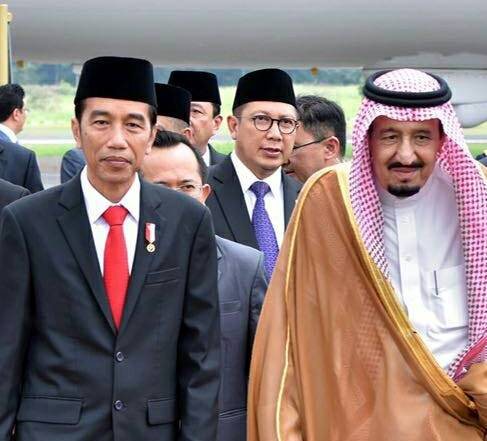
O presidente da Indonésia, Joko Widodo, com o rei Salman da Arábia Saudita, em 2017.

As relações entre Arábia Saudita e Indonésia são as relações diplomáticas estabelecidas entre o Reino da Arábia Saudita e a República da Indonésia. Estas relações são particularmente notáveis porque a Arábia Saudita é o berço do Islã, e a Indonésia abriga a maior população muçulmana do mundo; ambos são países de maioria muçulmana. A economia e as relações comerciais também são particularmente importantes, especialmente nos setores de petróleo (energia) e recursos humanos (trabalhadores migrantes). A Arábia Saudita possui uma embaixada em Jacarta, enquanto que a Indonésia possui uma embaixada em Riade e um consulado em Jeddah. Ambos os países são membros da Organização para a Cooperação Islâmica e do G-20.